# Ріпкинський район
Рі́пкинський райо́н — колишній район Чернігівської області з центром у селищі міського типу Ріпки.

## Географія
Ріпкинський район розташований в північно-західній частині Чернігівської області. Він межує з Чернігівським, Городнянським районами Чернігівської області та Гомельським, Лоєвським, Брагінським районами Гомельської області Республіки Білорусь. Відстань до обласного центру залізницею 36 км, шосейними шляхами 39 км.
Клімат помірно континентальний. Ґрунти дерново-підзолисті, середній бал 42. Корисні копалини: глина, пісок, торф.
У промисловості основними видами продукції, яка випускаються підприємствами району є льоноволокно, швейні вироби, консерви різні, цегла будівельна, меблі; у сільському господарстві: зерно, картопля, льон, м'ясо-молочне виробництво.

## Транспорт
Територією району проходить автошлях E95М01.

## Історія
Район утворено в 1923 році.
Історичні пам'ятки: Бревенецьке поселення, Замкова гора, Кам'яниця Полуботка, Антонієви печери, Свято-Преображенська церква у Любечі та Церква Різдва Богородиці у Суличівці.
У 1959 р. до Ріпкинського району приєднано частини ліквідованих Добрянського і Тупичівського районів.
05.02.1965 Указом Президії Верховної Ради Української РСР Великовіська сільрада Городнянського району була передана до складу Ріпкинського району. Одночасно з тим Довжицька, Пльохівська, Рудківська, Хмільницька та Шибиринівська сільради, які були частиною Ріпкинського району, увійшли до складу Чернігівського району.

## Природно-заповідний фонд

### Ботанічні заказники
Володимирівська Дача, Любецький масив, Мокрець, Олександрівський масив, Олешнянська Дача, Срібне озеро, Чудівський масив.

### Гідрологічні заказники
Вербівський, Гало, Дор, Кички, Криві Гряди, Нижній Болгач, Озера «Симбаль», «Святе» та прилеглі болота, Растереби, Рублене, Северин, Суховирське болото, Фролове, Чорне болото, Чумакові кар'єри.

### Ландшафтні заказники
Замглай (загальнодержавного значення).

### Лісові заказники
Військові Гори, Діброва, Дубина, Старе.

### Ботанічні пам'ятки природи
Дуби скитокські, Рашково-Слобідський дуб, Сосни присторощинські, Сушнянський дуб, Урочище «Єсинське», Урочище «Суха Грядь», Шкуранська група дубів.

### Гідрологічні пам'ятки природи
Болото Кораблище.

### Зоологічні пам'ятки природи
Бабичів острів, Криві гряди, Озеро «Нерадча», Чорна річка.

### Заповідні урочища
Борисоглібське, Волноша, Вороб'ївське, Довга Рудня, Лубча, Мороги, Нова Зимниця, Присторонська Дача.

## Видатні особи
- Софія Русова — українська просвітителька, педагог
- Іван Бібік, О. С. Желєзняк — заслужені майстри народної творчості
- Бурнос Василь Іванович (1955—2009) — керівник народного художнього дитячого хору «Васильки», заслужений вчитель України. Народився в селі Вишневе Ріпкинського району.
- Леонід Горлач (Коваленко) — радянський та український поет
- Володимир Самійленко — український письменник
- В. Р. Литвинов — геолог, лауреат Ленінської премії
- В. П. Ткаченко — заслужений лікар України
- М. В. Македон — заслужений працівник сільського господарства України

## Населені пункти

### Селища міського типу
- Ріпки — з 1958 [недоступне посилання з квітня 2019]
- Добрянка — з 1918 [недоступне посилання з квітня 2019]
- Замглай (смт) — з 1989 [недоступне посилання з квітня 2019]
- Любеч — з 1943 (одне з найстаріших українських поселень, свого часу місто) [недоступне посилання з квітня 2019]
- Радуль — з 1924 [недоступне посилання з квітня 2019]

### Села— центри сільських рад
- Велика Вісь — з 1957
- Великий Зліїв — з 1943
- Вербичі — з 1987
- Вишневе — з 1917
- Голубичі — з 1989
- Горностаївка — з 1954
- Грабів — з 1931
- Губичі — з 1992
- Гучин — з 1975
- Даничі — з 1918
- Задеріївка — з 1980
- Клубівка — з 1988
- Красківське — з 1975
- Ловинь — з 1976
- Малий Листвен — з 1932
- Малинівка — з 1990
- Мохначі — з 1918
- Неданчичі — з 1928
- Новоукраїнське (Церковище) — з 1921
- Нові Яриловичі — з 1943
- Олешня — з 1922
- Павлівка — з 1927
- Петруші — з 1924
- Пушкарі — з 1947
- Сибереж — з 1975
- Смолигівка — з 1921
- Тараса Шевченка (Тарасевичеві Велички) — з 1931

## Населення

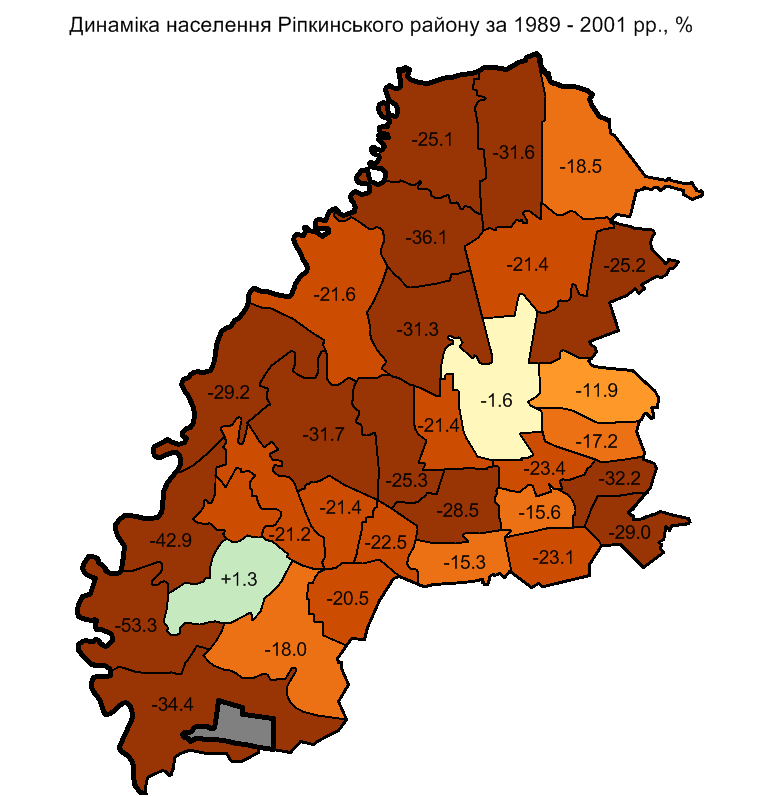
Динаміка чисельності населення міських та сільських рад Ріпкинського району за 1989—2001 рр., %

Чисельність населення району:
- 1970 — 65 499
- 1979 — 57 280
- 1989 — 47 301
- 2001 — 37 614
- 2014 — 28 700

## Політика
25 травня 2014 року відбулися Президентські вибори України. У межах Ріпкинського району була створена 51 виборча дільниця. Явка на виборах складала — 63,75 % (проголосували 77 795 із 92 451 виборців). Найбільшу кількість голосів отримав Петро Порошенко — 36,56 % (5 528 виборців); Юлія Тимошенко — 25,66 % (3 880 виборців), Олег Ляшко — 13,87 % (2 097 виборців), Сергій Тігіпко — 6,62 % (1 001 виборців), Анатолій Гриценко — 5,18 % (783 виборців). Решта кандидатів набрали меншу кількість голосів. Кількість недійсних або зіпсованих бюлетенів — 1,12 %.

## Керівництво району

### Голови районної державної адміністрації
| №     | Час на посаді                      | Ім'я                              |
| 1     | 9 вересня 1995 — 22 листопада 1996 | Фіногенов Михайло Петрович        |
| 2     | 22 листопада 1996 — 6 жовтня 1999  | Коробка Іван Іванович             |
| 3     | 6 жовтня 1999 — 16 травня 2001     | Рідзель Анатолій Петрович         |
| 4     | 16 травня 2001 — 26 листопада 2003 | Корж Віктор Борисович             |
|       | 26 листопада 2003 — 26 грудня 2003 | —                                 |
| 5     | 26 грудня 2003 — 7 березня 2005    | Бугай Віктор Петрович             |
|       | 7 березня 2005 — 10 березня 2005   | —                                 |
| 6     | 10 березня 2005 — 26 травня 2006   | Лемешко Юрій Іванович             |
|       | 26 травня 2006 — 24 жовтня 2006    | —                                 |
| 7     | 24 жовтня 2006 — 23 листопада 2007 | Солохненко Олександр Анатолійович |
|       | 23 листопада 2007 — 26 червня 2008 | —                                 |
| в. о. | 26 червня 2008 —                   | Олексієнко Римма Михайлівна       |
| 8.    | 14 січня 2011 —15 грудня 2012      | Головач Петро Михайлович          |
| в. о. | 5 березня2013 —7 березня 2013(?)   | Мохнач Сергій                     |
| 9.    | 28 березня 2013 —?                 | Герасенко Володимир Григорович    |
| 10.   | 23 травня 2014 —?                  | Вовк Ірина Петрівна               |
| 11.   | 21 квітня 2015 —2018               | Мелашенко Борис Володимирович     |